# Johann Christian Friedrich Hæffner
Johann Christian Friedrich Hæffner (Oberschönau, 2 de marzo de 1759 - Upsala, 28 de mayo de 1833) fue un compositor sueco nacido en Alemania.

## Biografía
Hæffner recibió su primera educación musical con el organista de Esmalcalda Johann Gottfried Vierling. Estudió en Leipzig en 1776 y luego trabajó como director musical en teatro en la ciudad de Fráncfort del Meno y Hamburgo desde 1778 hasta 1780. Posteriormente se mudó a la capital de Suecia, Estocolmo, en el año 1781, por invitación de la congregación alemana de allí (Tyska kyrkan) para asumir el cargo de organista, que ocupó hasta 1793. En 1781 fue empleado en el Ópera Real de Estocolmo, así como director de orquesta del teatro de Stenborg. En 1786, Hæffner fue nombrado director asistente de la Orquesta Real (hovkapellet) y de 1795 a 1807 ocupó el cargo de hovkapellmästare (director titular de la Orquesta Real). También fue instructor en la Kungliga Dramatiska Teaterns Elevskola. Estuvo casado dos veces, siendo su primera esposa la actriz y cantante sueca Elisabeth Forsselius.
Cuando el rey Gustavo IV Adolfo de Suecia cerró la Ópera Real y su orquesta en 1807, Hæffner se mudó a Upsala, donde en 1808 fue nombrado director musical de la universidad y, al mismo tiempo, fue empleado como organista de la catedral. En Upsala organizó los Studentsång, unas clases de canto para un coro masculino universitario a cuatro voces, cuya primera actuación se remonta al 24 de octubre de 1808. Esta práctica se extendió rápidamente a las demás universidades nórdicas y sigue siendo hoy en día una tradición practicada no solo entre los estudiantes universitarios, sino también en muchos otros coros masculinos de toda Suecia. La pasión y el trabajo de Hæffner por esto le han valido el nombre de Studentsångens fader ("El padre del studentsång").
Hæffner compuso tres óperas, música para teatro, una misa, varias canciones con acompañamiento de piano y fue responsable del nuevo libro coral sueco en 1819. Cabe destacar su oratorio Försonaren på Golgatha. Hæffner murió en Upsala el 28 de mayo de 1833.

## Obras
- Den svartsjuke sin egen rival, eller Sängkammareko, música para teatro, 1784.
- Electra, ópera, libreto en sueco por Adolf Fredrik Ristell a partir de Nicolas François Guillard, 1787.
- Alcides' inträde i världen, ópera de un acto, libreto en sueco por Abraham Niclas Clewberg-Edelcrantz, 1793.
- Renaud, ópera, libreto en sueco por N. B. Sparrschöld a partir de Torquato Tasso, 1801.
- Arias para Äfventyraren de Johan Magnus Lannerstjerna y para Eremiten de August von Kotzebue.